# میدلگیت (نوادا)
میدلگیت (به انگلیسی: Middlegate) یک منطقهٔ مسکونی در ایالات متحده آمریکا است که در نوادا واقع شده‌است. میدلگیت ۱٬۴۰۵٫۱۵ متر بالاتر از سطح دریا واقع شده‌است.